# Blagoje Adžić
Pour les articles homonymes, voir Adzic.
Blagoje Adžić (en cyrillique : Благоје Аџић) (né le 2 septembre 1932 à Pridvorica, Gacko, Royaume de Yougoslavie (aujourd'hui Bosnie-Herzégovine), et mort le 1er mars 2012 à Belgrade) était ministre de la défense du gouvernement yougoslave. 
Il est devenu responsable de l’armée populaire yougoslave après la démission de Veljko Kadijević en 1992. Blagoje Adžić est resté en poste du 29 septembre 1989 au 27 février 1992, date de sa démission. 
Il fut remplacé par Života Panić.
Sorti de l’école des officiers en 1953, il reçut également un diplôme d’études de langues étrangère de l’école militaire de l’armée populaire yougoslave (JNA). Il a été diplômé de l’académie militaire soviétique "Frunze" en 1969, de l’école de guerre de la JNA en 1973, et de l’école de défense populaire en 1987.
Il a occupé des postes dans l’armée populaire yougoslave dont le commandement des 1re et 3e bataillon du 4e régiment prolétarien d’infanterie, celui des 25e et 26e division d’infanterie et le commandement du 52e régiment.
Il devint commandant de la 7e armée en 1986 jusqu’en 1987. Il fut promu général de corps d’armée et devint chef d’état major de l'armée populaire yougoslave (JNA).

## Citations
Lors d’une intervention télévisée pendant la guerre en Croatie il affirma : « La Yougoslavie, vit dans le cœur et l’esprit de millions de citoyens, jeunes, combattants, travailleurs, paysans, intellectuels. Elle vit dans le cœur des hommes de notre Armée. »
En 1992, alors que la guerre en Bosnie venait de débuter, il déclara : « l’armée de Belgrade est prête à intervenir en Bosnie pour défendre le peuple serbe menacé par une agression ouverte ».